# Projet Mapping en république démocratique du Congo
Vous lisez un « bon article » labellisé en 2023.

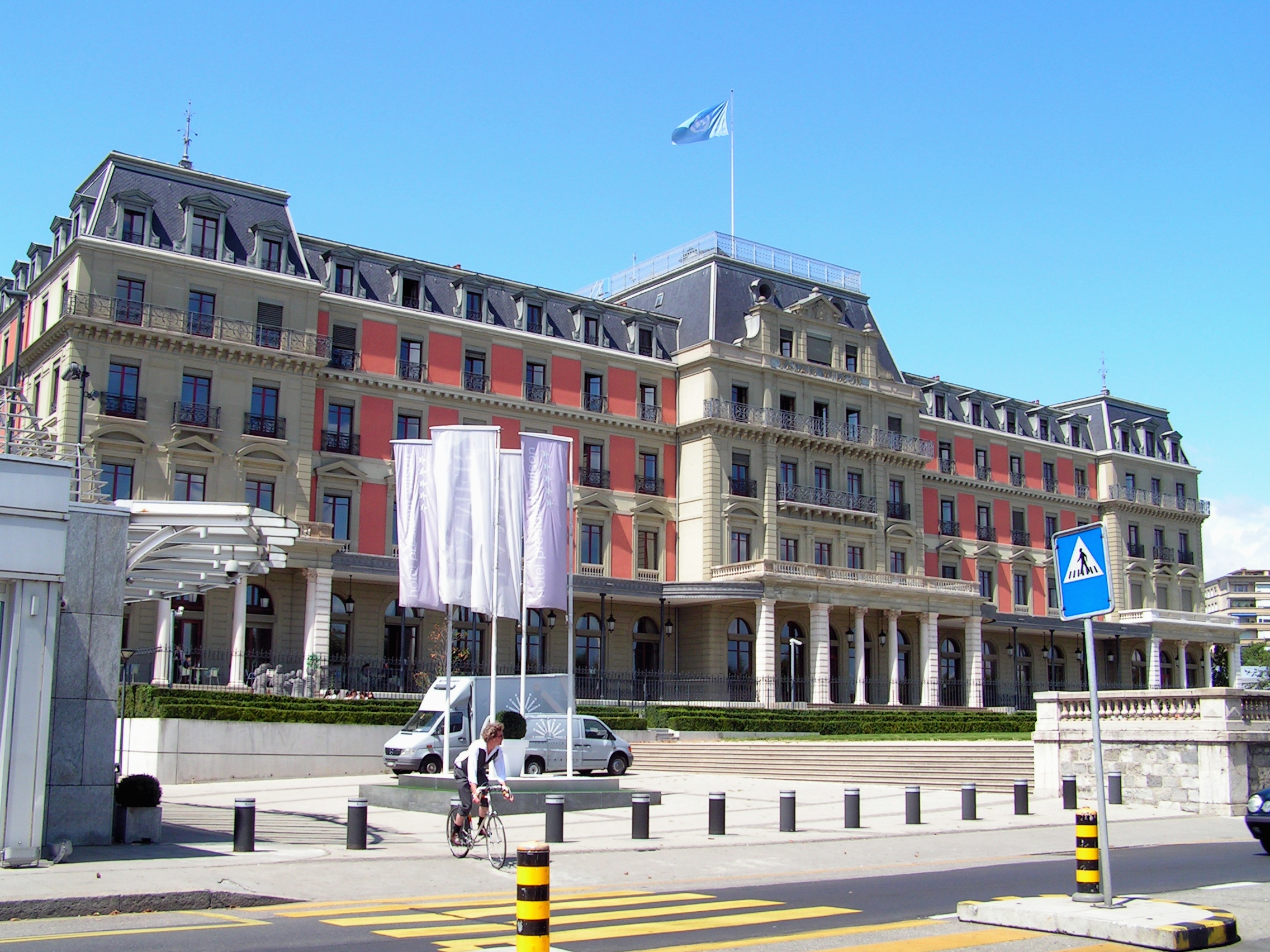
Le palais Wilson, à Genève, siège du Haut-Commissariat des Nations unies aux droits de l'homme.

Le Projet Mapping en république démocratique du Congo (officiellement Projet « Mapping » concernant les violations des droits de l’homme 1993-2003 en RDC), appelé couramment Rapport Mapping, est une mission d'enquête du Haut-Commissariat des Nations unies aux droits de l'homme concernant les violences et crimes de guerre commis sur le territoire de la république démocratique du Congo sur une période de dix ans allant de mars 1993 à juin 2003, englobant de fait la première guerre du Congo et la deuxième guerre du Congo.
Les résultats du projet sont présentés sous la forme d'un rapport contenant un recensement des violations les plus graves des droits de l’homme et du droit international humanitaire, suivi d'une évaluation du fonctionnement du système judiciaire congolais, et enfin une série de recommandations en vue de traiter la question de l'impunité des criminels de guerre dans le pays, notamment au travers de la mise en place de mécanismes de justice transitionnelle. Le rapport du projet, publié en 2010, comporte 581 pages dans sa version française, et contient un inventaire de 617 violences et crimes avérés.
Des fuites dans la presse, puis la publication du rapport, suscitent de vives réactions de la part de certains pays dont les forces armées sont incriminées dans le rapport, notamment le Burundi, le Rwanda, et l'Ouganda. Il s'ensuit de longues polémiques dans les médias et au sein de la communauté internationale.
Bien que l'objectif premier du projet soit d'aider le nouveau gouvernement congolais à mettre fin aux violences endémiques sur son territoire, durant les années qui suivent la publication du rapport aucune des recommandations formulées n'est mise en place par le gouvernement congolais. En décembre 2019, Tatiana Mukanire Bandalire lance avec le Mouvement national des survivantes de violences sexuelles en RDC une pétition pour la mise en œuvre des recommandations du rapport du projet. La même année, le gynécologue et prix Nobel de la paix Denis Mukwege plaide solennellement pour une telle mise en œuvre lors d'une allocution à l'Assemblée nationale française. En août 2022, le nouveau gouvernement congolais annonce un projet de loi pour la protection des victimes de violences sexuelles et de crimes de guerre, ainsi que la création d'un fonds d'indemnisation des victimes.

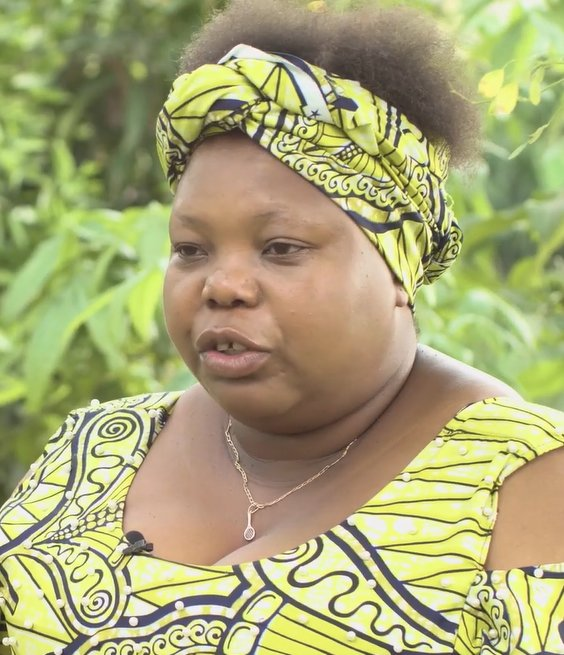
Tatiana Mukanire Bandalire, coordinatrice nationale du Mouvement national des survivantes des violences sexuelles en RDC.

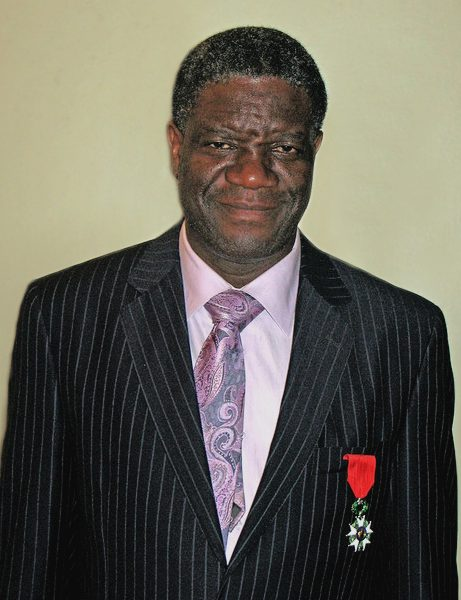
Denis Mukwege, gynécologue congolais et prix Nobel de la paix.

## Contexte et déroulement

### Contexte historique

Carte de l'Afrique des Grands lacs.

Dans les années 1996 et 1997, une première mission de l'ONU tente d'enquêter sur les crimes de guerre en république démocratique du Congo (RDC). Mais le contexte est difficile, avec la première guerre du Congo qui ravage le pays. Son futur vainqueur, Laurent-Désiré Kabila, n'accepte d'ailleurs pas cette mission onusienne, sa force armée rebelle - l'Alliance des Forces Démocratiques pour la Libération du Congo (AFDL) - étant partie prenante du conflit et fortement soupçonnées d'avoir été responsables de violations graves des droits humains. Le rapport d'enquête met en évidence des massacres de réfugiés Hutus rwandais en RDC. Mais la communauté internationale et les opinions publiques sont encore sous le choc du génocide des Tutsis par les Hutus en 1994 et les Hutus dans leur ensemble ne sont pas vus comme des victimes mais des coupables. Le rapport de l'équipe de Robert Gersony reste donc inachevé et sans suite,.
En 1998 éclate la deuxième guerre du Congo. Les alliés d'hier, rwandais et ougandais, se retrouvent cette fois face aux forces armées de Kabila qui elles sont passées du statut de rebelle à celui d'armée gouvernementale. En juillet 1999, l'accord de Lusaka est signé, mais le cessez-le-feu n'est pas respecté et la guerre continue. En juin 2000, l'ONU vote la résolution 1304 condamnant « sans réserve les combats entre les forces ougandaises et rwandaises […] en violation de la souveraineté et de l’intégrité territoriale de la République démocratique du Congo ». En juin 2001, le président Laurent-Désiré Kabila est assassiné. Son fils Joseph Kabila est nommé à la tête d'un gouvernement provisoire et restaure une dynamique de paix en relançant le dialogue intercongolais. En avril 2002, l'accord de Sun City met fin à la deuxième guerre du Congo.
À la fin de l'année 2005, trois fosses communes sont découvertes dans l'est de la RDC. Les temps ont changé, la gouvernance de l'ONU annonce au Conseil de sécurité son intention d'envoyer sur place une équipe d'enquêteurs. En mai 2007, le secrétaire général Ban Ki-moon approuve les objectifs et le mandat du projet, après avoir consulté les agences onusiennes concernées et le nouveau gouvernement congolais. Joseph Kabila, président de la RDC alors récemment élu, donne son accord et promet que les enquêteurs pourront mener leurs investigations sans aucune entrave.

### Déroulement du projet Mapping
Le projet Mapping en RDC débute officiellement le 17 juillet 2008, avec l'arrivée du directeur d'équipe à Kinshasa. La phase d'enquête dure d'octobre 2008 à mai 2009 et inclut 33 experts internationaux et congolais. Parmi les experts en droit international humanitaire et droits de l'homme, une vingtaine est déployée sur le terrain dans l'Est du pays, pour recueillir documents et témoignages.
Le rapport est soumis à la Haut-Commissaire des Nations unies aux droits de l’homme, Navi Pillay, en juin 2009, pour relecture et amendements. La version finale est rédigée en août 2010, et publiée le 1er octobre 2010.

## Le «mapping»

### Définition
La technique du mapping (en anglais : mapping exercise) consiste à passer en revue, de façon méthodique et exhaustive, l'ensemble des données disponibles sur un sujet précis, en définissant au préalable des limites spatiales ou temporelles. Le but est de réussir à faire émerger une cohérence statistique ou des liens logiques entre les données, tout en éliminant tout biais. L'analyse et l'interprétation des résultats ne font pas partie du mapping en lui-même, mais peuvent être effectuées dans un second temps pour servir à prendre des mesures adaptées au problème,,.

### Méthodologie
Le rapport de 581 pages (550 dans la version anglaise) dresse l'inventaire de 617 exactions violentes et graves ayant été commises en RDC en dix ans, de mars 1993 à juin 2003. Chacune de ces exactions est en violation flagrante avec le droit international et/ou les droits humains universellement proclamés. Seules les violations les plus graves et renseignées par au moins deux sources différentes sont retenues. Les violations connues par une source unique ne sont pas incluses dans le rapport, quelle que soit leur gravité. Au total, plus de 1 500 documents écrits ont été recueillis et analysés, ce qui a permis de dresser la chronologie des principales violations province par province. Les enquêteurs ont ensuite rencontré 1 280 témoins, dans le but de confirmer, infirmer, ou préciser, les exactions recensées en premier lieu par l'analyse des documents.
Les 1 500 documents originaux ont été recueillis auprès de nombreuses sources différentes, dont le gouvernement congolais, des organisations de défense des droits humains, des médias nationaux et internationaux, des associations religieuses, des ONG humanitaires et des associations de victimes. Dans un deuxième temps, des experts et d'autres personnes dignes d'intérêt ont été consultés pour affiner l'analyse de ces sources.

## Mandat et objectifs
L'introduction du rapport rappelle que l'objet n'est pas « de se livrer à des enquêtes approfondies ou d’obtenir des preuves qui seraient admissibles comme telles devant un tribunal » mais de « fournir les éléments de base nécessaires pour formuler des hypothèses initiales d’enquête en donnant une idée de l’ampleur des violations, en établissant leurs caractéristiques et en identifiant les possibilités d’obtention de preuve ». Ceci dans le but « d'aider le nouveau gouvernement en le dotant des outils nécessaires pour gérer les processus post-conflit ».
Le projet, doté d'un budget de trois millions de dollars, se voit assigner trois objectifs distincts et clairement définis :
- dresser l’inventaire des violations les plus graves des droits humains et du droit international humanitaire commises sur le territoire de la RDC entre mars 1993 et juin 2003 ;
- évaluer les moyens du système national de justice et sa capacité à traiter de façon appropriée les violations des droits humains ;
- élaborer une série de recommandations pour aider le gouvernement de la RDC à identifier les mécanismes adéquats de justice transitionnelle permettant de traiter les cas de violations en matière de vérité, de justice, de réparation et de réforme, et en tenant compte des démarches déjà lancées par ces autorités[5].

L'objectif de l'enquête n'est donc pas d'attribuer des responsabilités individuelles aux violations qu'elle répertorie, mais d'en révéler l'ampleur et la gravité, ceci afin de briser les cycles de la violence et de l'impunité en RDC. Cependant, le rapport identifie, quand cela est possible, les groupes armés auxquels sont attribués chaque violation, ceci afin de pouvoir déterminer les suites légales à donner dans chaque situation. Les identités des personnes ayant commis les violations, lorsqu'elles sont connues, sont répertoriées dans une base de données restant confidentielle et transmise au HCDH. Dans le cas où, au moment de l'enquête Mapping, une personne coupable de violation serait déjà détenue par les forces de police ou condamnée pour crime, son identité est révélée. Les noms sont également révélés lorsque des responsables politiques sont impliqués ou ont appelé à commettre ces violences.

## Période couverte
Le projet Mapping couvre une période de dix ans, qui peut être subdivisée en quatre épisodes importants de l'histoire récente de la RDC :
- mars 1993- juin 1996[N 1] : la fin du règne de Mobutu Sese Seko, marquée par des violences internes et par la déstabilisation de l'est du pays (Kivu) à la suite du génocide des Tutsis au Rwanda. Le rapport répertorie 40 violations durant cette période[11] ;
- juillet 1996– juillet 1998 : la première guerre du Congo, et l'accession à la présidence de Laurent-Désiré Kabila. Le rapport répertorie 238 violations sur cette période[11] ;
- août 1998- janvier 2000 : la deuxième guerre du Congo, de ses débuts à la mort du président Laurent-Désiré Kabila. Le rapport répertorie 200 violations sur cette période[11] ;
- janvier 2001– juin 2003 : la fin de la deuxième guerre du Congo, avec un apaisement progressif du conflit armé jusqu'au cessez-le-feu. Le rapport répertorie  139 violations sur cette période[11].

Présidents de la RDC depuis 1965
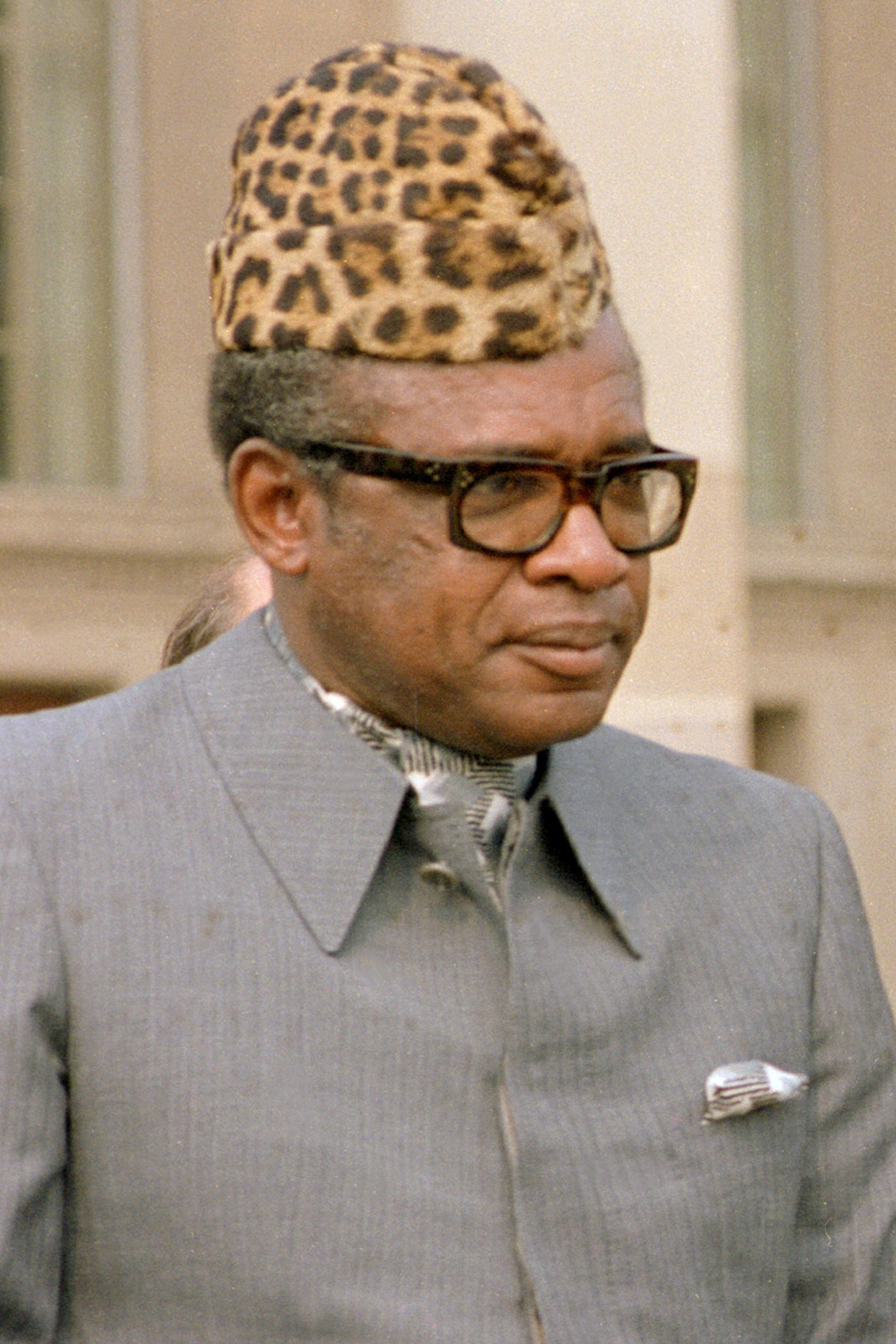
Mobutu Sese Seko, président de la RDC de 1965 à 1971, puis président du même pays renommé Zaïre de 1971 à 1997.
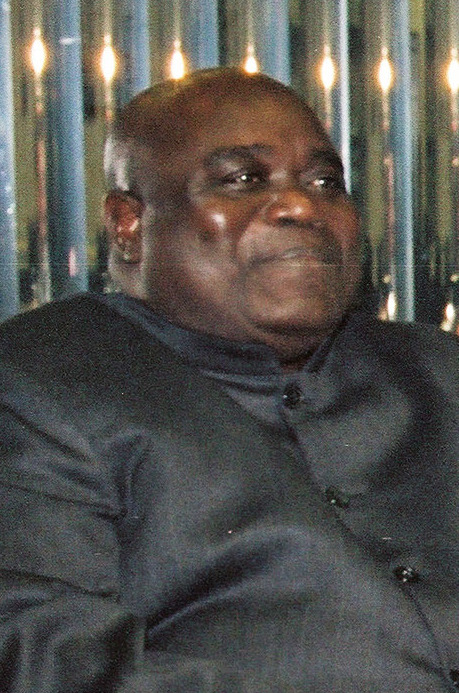
Laurent-Désiré Kabila, président de 1997 à 2001.
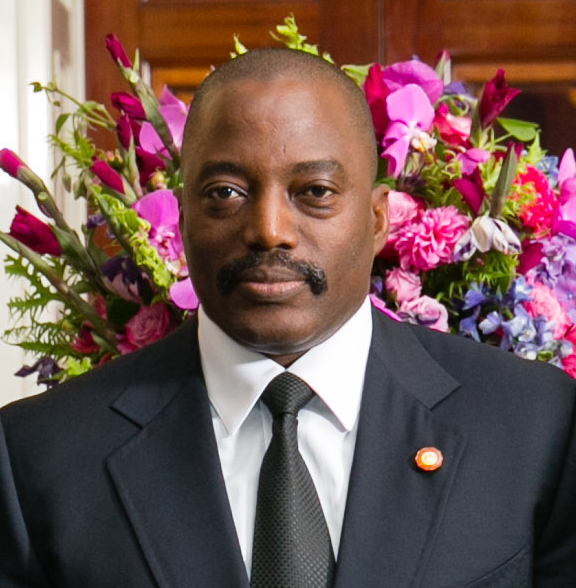
Joseph Kabila, président du gouvernement de transition de 2001 à 2006, puis président élu de 2006 à 2019.
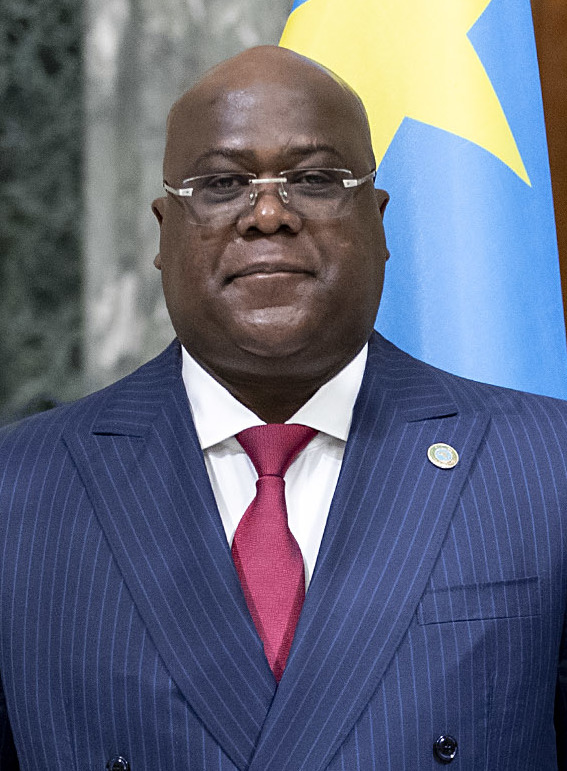
Félix Tshisekedi, président élu en décembre 2019.

## Principales recommandations du rapport

### Justice transitionnelle
Parmi les propositions pour mettre en place une justice transitionnelle, le rapport du projet Mapping recommande la création d'un mécanisme judiciaire mixte, constitué de personnes qualifiées, congolaises et étrangères. Ce mécanisme a un rôle extraordinaire, le système judiciaire classique n'étant pas capable de traiter le très grand nombre de dossiers, estimé à plusieurs dizaines de milliers. Le rapport ne précise pas si un tel mécanisme doit être de nature nationale ou internationale, et ne précise ni sa forme ni sa fonction. Il indique que la forme exacte et le fonctionnement doivent être définis de manière concertée entre tous les acteurs, y compris les victimes. Le mécanisme proposé doit faire appliquer le droit international, sans omettre la responsabilité des supérieurs hiérarchiques des coupables de violations, et exclure la compétence des tribunaux militaires en la matière. Le mécanisme doit avoir compétence à juger tous les coupables de violations, quelle que soit leur nationalité, qu'ils soient civils ou militaires.

### Droit à la vérité et réparations
Le rapport rappelle le droit à la vérité (en) du peuple congolais concernant les crimes commis pendant ces années de guerre. Il recommande la création d'une commission non judiciaire, où les victimes pourraient s'exprimer librement, et qui pourrait aider à identifier les coupables ainsi que les responsabilités politiques, institutionnelles, et militaires.
Étant donné le très grand nombre de victimes, le rapport déclare qu'une approche globale et innovante est nécessaire en matière de réparation aux victimes, et que le gouvernement congolais doit être le premier à s'y investir. Le rapport pointe également la responsabilité des gouvernements étrangers dont les armées ont été impliquées dans les conflits, ainsi que celle des entreprises de droit privé, telles que les multinationales exploitant les ressources naturelles du Congo, et qui pourraient être amenés à payer des réparations en cas d'implication dans les violations répertoriées,.

### Réformes des secteurs de la justice et de la sécurité
Étant donné la faillite des institutions congolaises qui n'ont pu ni empêcher les graves violations des droits humains sur son territoire, ni poursuivre et condamner les coupables, le rapport souligne la nécessité et le caractère « crucial » de réformer celles-ci. Un « Comité mixte de suivi » est déjà mis en place en RDC et promeut une vaste réforme législative (législation pénale), accompagnée d'un renforcement des moyens alloués au système judiciaire (déploiement de l'administration judiciaire dans les provinces, requalification des juges, etc). Une séparation plus nette des pouvoirs au sein de l'État est également préconisée.
La recommandation la plus importante en matière de sécurité est celle de l'« assainissement » des fonctionnaires de l'État. En effet, à la suite des accords de paix de 2003, de nombreux responsables de violations sont restés à leur poste, que ce soit dans l'administration, l'armée, la police, ou les services de sécurité. Démettre les responsables de leur fonction servirait un double objectif : prévenir de nouvelles violations des droits de l'homme et apporter aux victimes un sentiment de justice.

## Principales violations recensées dans le rapport

### Violences contre les enfants
En République démocratique du Congo, les mineurs de moins de 18 ans représentant la moitié de la population, lorsque des crimes sont commis contre la population civile, de très nombreux enfants se trouvent parmi les victimes. Ils peuvent subir les mêmes violences que les adultes ou être victimes de crimes spécifiques comme l'utilisation en tant qu'enfants soldats. De plus, certaines croyances liées au fait d'avoir des rapports sexuels avec des enfants ou des personnes vierges les exposent particulièrement aux violences sexuelles.
Le rapport recense également des attaques contre les écoles et souligne qu'une génération entière se voit privée d'éducation.

### Enfants soldats

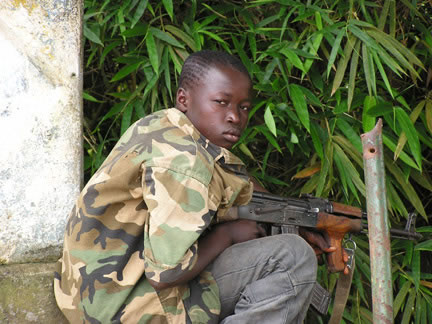
Enfant soldat au Libéria en 2004.

Le rapport du projet Mapping met en lumière l'emploi généralisé, par toutes les forces armées présentes, d’enfants associés aux forces et groupes armés (EAFGA), plus communément appelés enfants soldats. Ces enfants subissent de très nombreuses violences : tortures, viols, meurtres, traitements dégradants et cruels. Dans les cas avérés où des EAFGA ont eux-mêmes commis des violations, le rapport précise qu'il faut d'abord identifier et poursuivre en justice leurs supérieurs hiérarchiques, militaires ou politiques.
Toutes les parties participant aux différents conflits armés en RDC ont recruté et utilisé des EAFGA, à plus ou moins grande échelle. Ce phénomène a culminé pendant la première guerre du Congo. Plusieurs traités internationaux à propos des droits humains et du droit humanitaire, ratifiés par la RDC, interdisent le recours aux EAFGA sans toutefois les criminaliser et définir une responsabilité pénale.

### Violences sexuelles contre les femmes

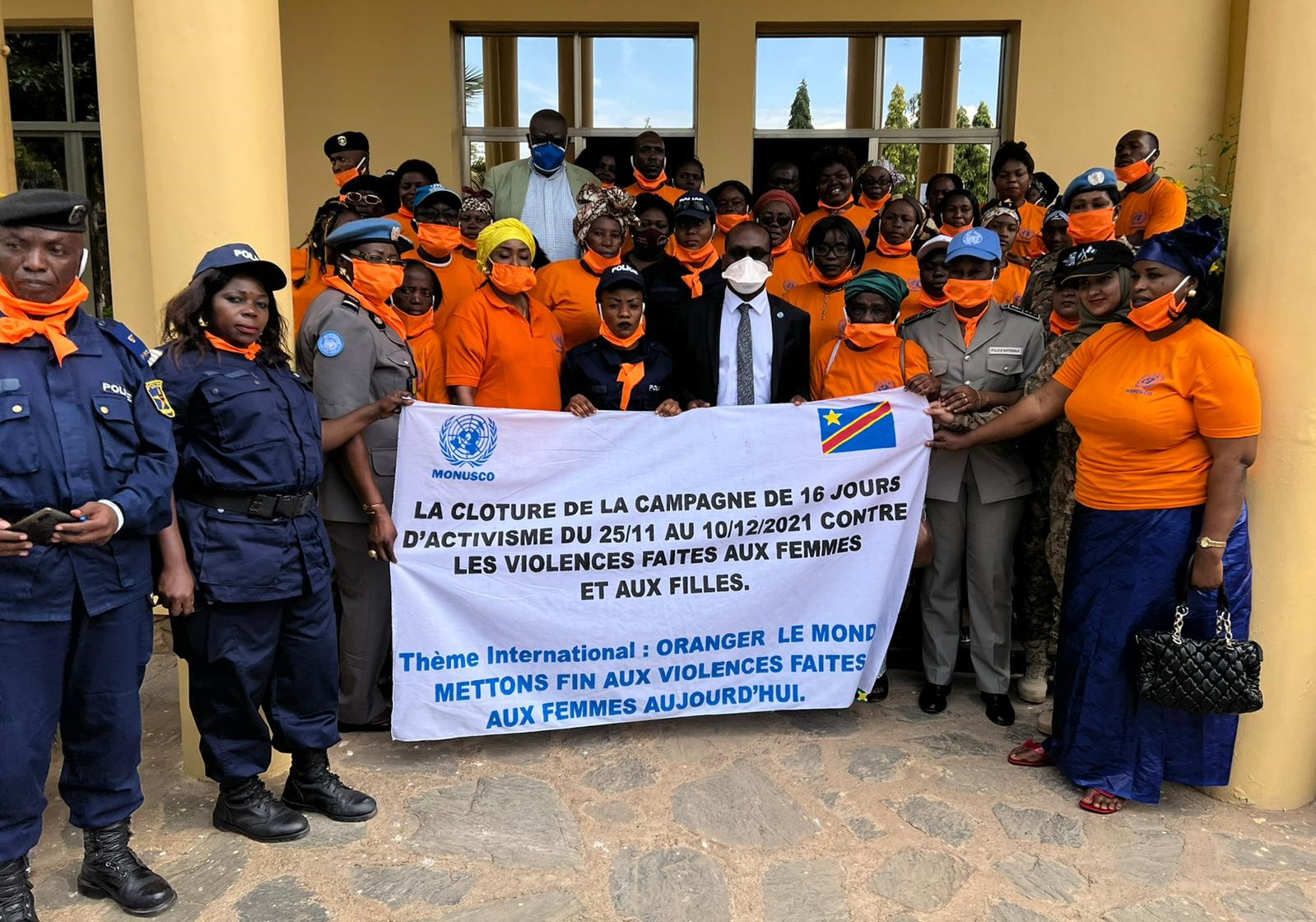
Manifestation d'un cinquantaine de femmes militantes et policières congolaises contre les violences, devant le tribunal d'Uvira, Sud-Kivu, en 2021.

Le rapport souligne la vulnérabilité culturelle, sociale et économique des femmes et des filles en RDC. L'usage des violences sexuelles et du viol est décrit comme « récurrent, généralisé et systématique », par l'ensemble des forces combattantes. Certaines violences sont commises loin des zones de combat ou en temps de paix mais la plupart sont commises dans un contexte directement lié au conflit armé, que ce soit pendant les périodes de combat, de repos, de repli, de cantonnement, d'occupation ou dans des attaques ciblées contre les civils,.
Ces violations, si prouvées devant un tribunal compétent, sont condamnables au regard du droit national congolais et du droit international. L'effondrement des institutions et de l'autorité de l’État, ainsi que les dommages causés par la guerre au tissu social, expliquent l'absence de poursuite et de condamnation des coupables, ce qui crée un sentiment d'impunité qui favorise à son tour la généralisation de ces violences. Le rapport souligne la disproportion entre le nombre de cas de viols documentés, ceux partant en justice et ceux faisant l'objet d'une condamnation des coupables. Et dans les rares cas de condamnations, les coupables arrivent très souvent à s'évader de prison,.
Dans une moindre mesure, des cas où des hommes civils sont aussi victimes de violences sexuelles sont documentés.

### Viols collectifs

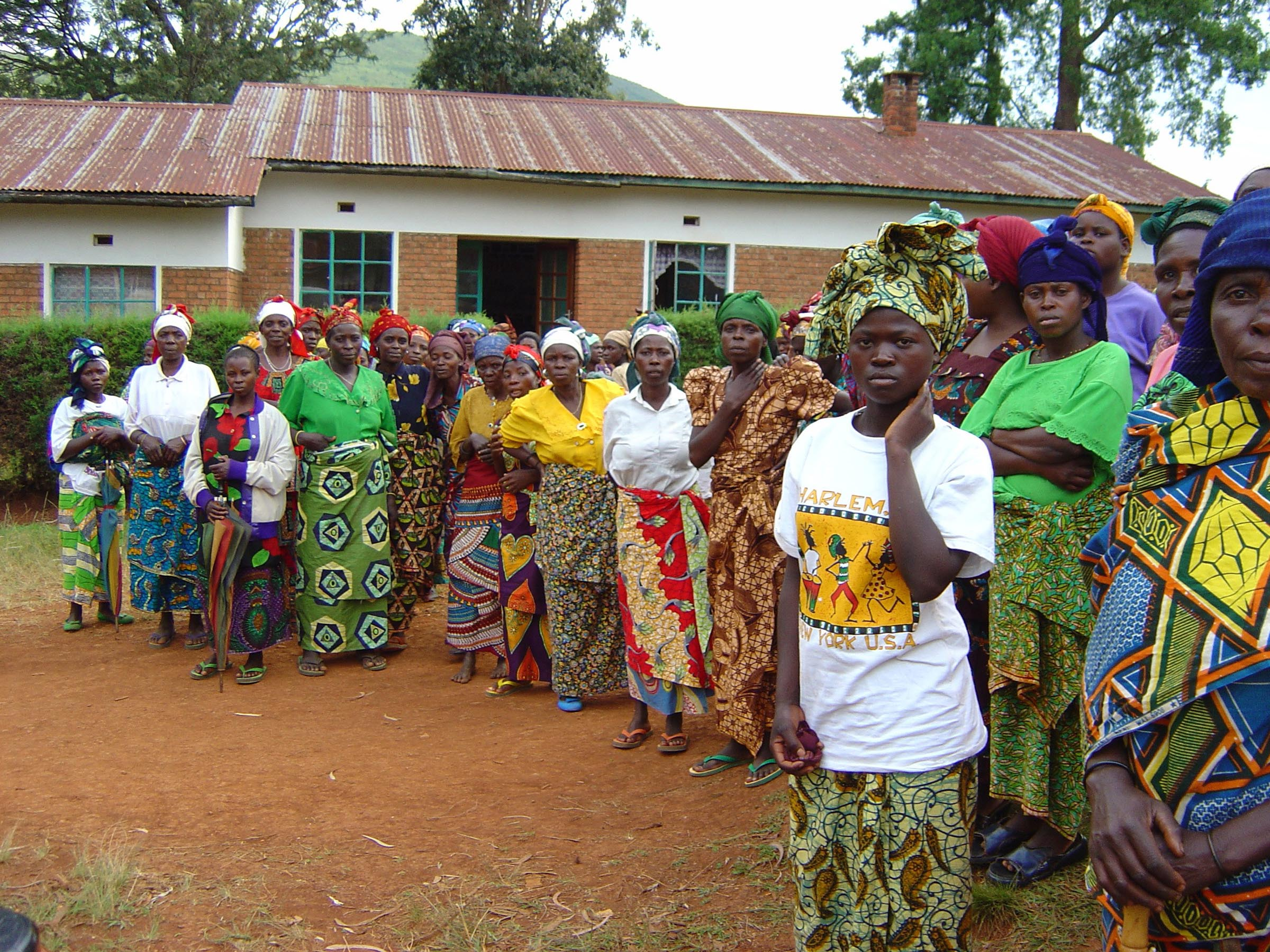
Un rassemblement de femmes victimes de viol en RDC dans les années 2000.

Les cas de viols collectifs, y compris sur des mineures, sont nombreux dans le Nord-Kivu, Sud-Kivu et l'Ituri. Dans plusieurs cas recensés le nombre de victimes dépasse le millier. Les coupables sont divers groupes armés, congolais et étrangers, gouvernementaux et rebelles. Dans la province de Maniema, les milices Mayi-Mayi ont commis de nombreux viols de masse, puis utilisé certaines victimes comme esclaves sexuelles dans leurs camps pendant plusieurs mois. Les coupables étant conscients de bénéficier d'une totale impunité, les viols collectifs se généralisent et se systématisent lors de la première guerre du Congo.
Le rapport du projet Mapping a pu mettre évidence des faits non connus et non documentés jusqu'alors, en particulier les viols de femmes adultes et d'enfants réfugiées hutus entre 1996 et 1997.

### Violences liées à l’exploitation des ressources naturelles
Le rapport constate que, dans de nombreux cas, il est impossible de dissocier le déroulement des violations recensées du contrôle ou de l'exploitation de ressources naturelles. Dès la première guerre du Congo, l'exploitation des ressources de la RDC, principalement minières (diamant, cuivre, cobalt, coltan) dans l'est et le sud du pays, se militarise. Le pillage de ces ressources permet de financer l'effort de guerre des différents belligérants, armées étatiques ou groupes rebelles. Lors de la deuxième guerre du Congo, ce pillage n'est plus simplement un moyen de financer la guerre mais devient un élément déclencheur du conflit. Certains responsables militaires et politiques instrumentalisent le conflit pour s'enrichir personnellement.

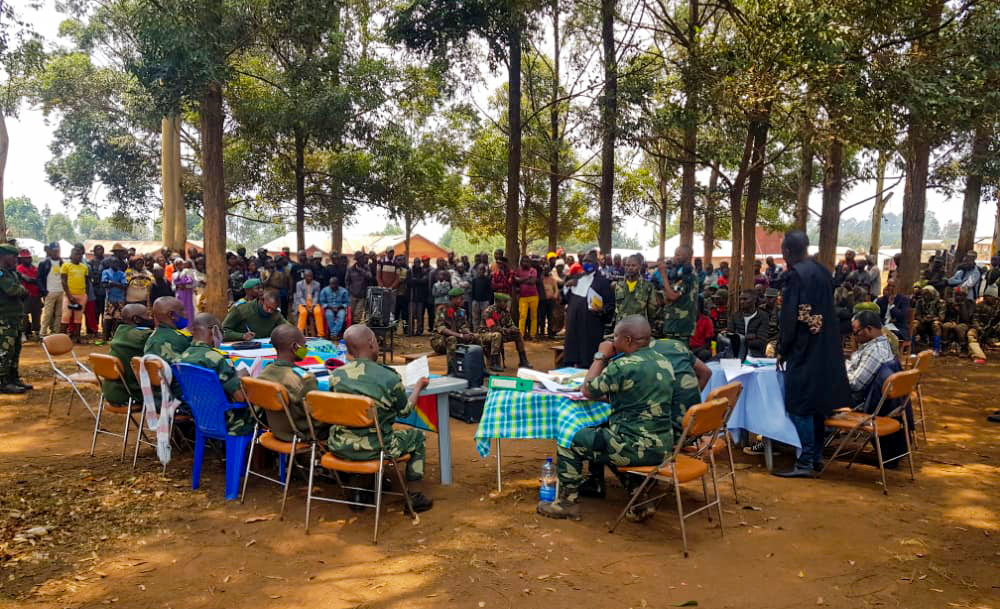
Audience foraine du Tribunal militaire de garnison d’Uvira, organisée avec l'aide de la MONUSCO en 2021.

Le lien entre les violences contre les civils et l'exploitation des ressources naturelles peut-être de trois types : lors de combats pour l'accès et le contrôle des gisements ; violations commises par des troupes d'occupation, le plus souvent des milices détruisant les institutions étatiques, pratiquant répression sur les populations et usant du travail forcé ; financement qui contribue ou déclenche les conflits qui sont la source de toutes les violations recensées.
L'appât du gain explique certainement les renversements fréquents d'alliance pendant la deuxième guerre du Congo. L'exemple le plus frappant est la guerre des six jours qui voit s'affronter les armées rwandaise et ougandaise, auparavant alliées, pour le contrôle de Kisangani, port fluvial important permettant le commerce des diamants extraits des mines à proximité. Les affrontements font parmi les civils plus d'un millier de morts et plusieurs milliers de personnes blessées, mutilées ou violées. La ville est en grande partie détruite (écoles, hôpitaux, lieux de culte). En Ituri, autour des villes de Masimango et Mongbwalu, les combats entre l'ANC/APR et les Mayi-Mayi pour le contrôle des mines d'or donnent lieu à de nombreuses violations dont viols, tortures, massacres de civils et arrestations arbitraires. Plusieurs dizaines de milliers de civils fuient la ville. Dans d'autres cas, des groupes armés ennemis s'entendent pour se partager les bénéfices du pillage. Dans la province de Walikale, le RCD-Goma et l'armée rwandaise constituée par les Tutsis achètent de manière répétée du coltan aux milices Mayi-Mayi et à l'ALiR/FDLR contrôlée par des Hutus dont certains ont pris part au génocide de 1994. Parfois le pillage des ressources se fait de manière élaborée, avec montage de sociétés écrans ou par l'intermédiaire d'entreprises privées spécialisées.
Le rapport recense également le braconnage des éléphants pour leur ivoire, en tant que pillage et source de financement. Sur la période d'étude, dans le seul parc national des Virunga, 87 gardes sont morts violemment, la plupart du temps dans des confrontations avec des groupes militarisés.
Le rapport conclut que des « compagnies étatiques ou privées, nationales et étrangères, pourraient porter une responsabilité dans la commission de ces crimes ».

### Ciblage et violences contre la communauté hutue
Les attaques systématiques, donnant lieu à des massacres de grande ampleur, contre la communauté hutue, sont largement documentées dans la première partie du rapport. Le nombre de victimes est évalué à plusieurs dizaines de milliers, toutes nationalités confondues. Dans la grande majorité des cas répertoriés, il ne s'agit pas de victimes collatérales des combats, mais de civils ciblés intentionnellement par les forces armées de l'AFDL (forces rebelles de Laurent-Désiré Kabila, vainqueur de la première guerre du Congo), de l'APR (branche armée du FPR de Paul Kagame), et du FAB (armée régulière du Burundi). Les victimes sont souvent exécutées en masse, par centaines, à l'arme blanche.

Les responsables des massacres se défendent dans certains cas en invoquant la recherche de Hutus réfugiés et coupables du génocide de 1994 au Rwanda. Cependant, la plupart des témoignages concordent pour dire que tous les Hutus étaient ciblés sans distinction de leur nationalité ou origine. De plus, la majorité des victimes sont « des enfants, des femmes, des personnes âgées et des malades » ne représentant aucune menace pour les forces attaquantes. Les crimes commis à Rutshuru (30 octobre 1996) et Mugogo (18 novembre 1996), dans le Nord–Kivu, prouvent le ciblage spécifique des Hutus, considérant que les personnes ayant réussi à convaincre leurs agresseurs qu'elles appartenaient à un autre groupe ethnique ont été épargnées. De plus, il est établi que les forces armées de l'AFDL, de l'APR et du FAB ont fait un usage systématique des barrages routiers, dans le Sud-Kivu, pour identifier les personnes d'origine hutue et les séparer du reste de la population.

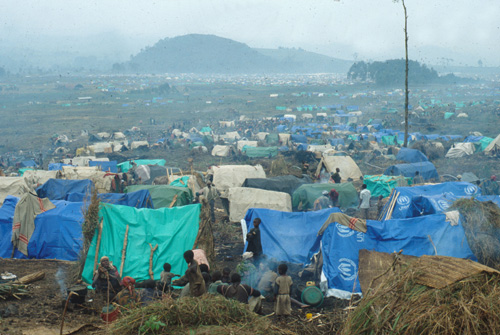
Camp de réfugiés rwandais en RDC en 1994.

Dans les provinces du Nord-Kivu et du Sud-Kivu, mais aussi dans le reste du pays, les massacres commencent en général par un piège délibéré de la part de l'AFDL ou de l'APR : demande de rassemblement sous le prétexte d'organiser le rapatriement des réfugiés rwandais, ou pour la population hutue de RDC sous le prétexte de présenter les nouvelles autorités de la région, ou encore sous le prétexte de distribution de nourriture. Les personnes venant aux rassemblements sont ensuite systématiquement tuées.
Ce genre de déroulé des faits est recensé dans la province du Nord-Kivu à Musekera, Rutshuru et Kiringa (octobre 1996), Mugogo et Kabaraza (novembre 1996), Hombo, Katoyi, Kausa, Kifuruka, Kinigi, Musenge, Mutiko et Nyakariba (décembre 1996), Kibumba et Kabizo (avril 1997) et Mushangwe (août 1997) ; dans la province du Sud-Kivu à Rushima et Luberizi (octobre 1996), Cotonco et Chimanga (novembre 1996) et Mpwe (février 1997) et sur la route Shabunda-Kigulube (février-avril 1997) ; dans la Province orientale à Kisangani and Bengamisa (mai et juin 1997) ; à Maniema et Kalima (mars 1997) et dans la province d'Équateur à Boende (avril 1997).
Par ailleurs, des discours de haine anti-Hutus se développent. Aucun effort n'est fait pour distinguer les Hutus ex-membres des FAR et des milices Interahamwe (principales responsables du génocide des Tutsis de 1994 au Rwanda) de la population civile, qu'elle soit congolaise (autochtones) ou rwandaise (réfugiés). Cette tendance à ne faire aucune distinction au sein de la population hutue se manifeste notamment lors de « discours de sensibilisation » prononcés par les forces de l'AFDL et de l'APR en plusieurs endroits. Ces discours mettent en avant le fait que toute personne hutue présente au Congo est forcément coupable de génocide, les « vrais » réfugiés étant déjà rentrés au Rwanda. Ces discours appellent aussi la population locale du Nord-Kivu à traquer, tuer ou aider à tuer toutes les personnes hutues rwandaises, lesquelles sont appelés de façon dénigrante « cochons ».
Ce genre de massacres est recensé dans le rapport à Kibumba (octobre 1996), Mugunga et Osso (novembre 1996), Hombo et Biriko (décembre 1996) dans la province du Nord-Kivu ; à Kashusha et Shanje (novembre 1996) dans la province du Sud-Kivu ; à Tingi-Tingi et Lubutu (mars 1997) dans la province du Maniema ; à Boende (avril 1997) dans la province d'Équateur.

#### Fin des massacres de Hutus

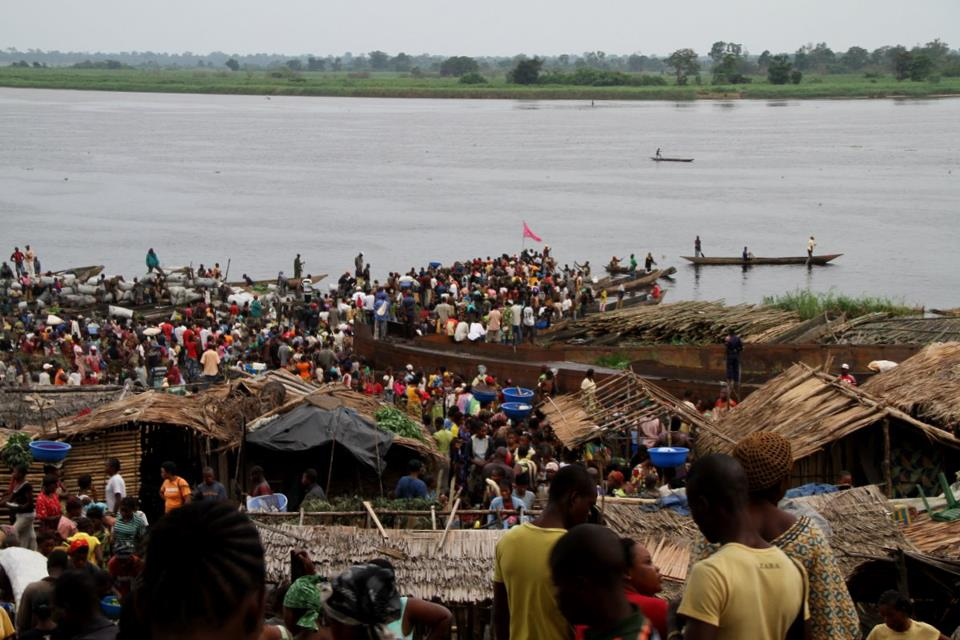
Les rives du fleuve Congo à Mbandaka en 2011.

Le 13 mai 1997, les massacres de Mbandaka et Wendji, dans la province d'Équateur, à plus de 2000 km de la frontière rwandaise, semblent constituer la dernière étape de la traque des réfugiés hutus commencée en octobre 1996. Au milieu des réfugiés se trouvent des miliciens en fuite des FAR et Interahamwe qui utilisent les civils comme bouclier humain. Ceux-ci sont désarmés dès leur arrivée par la police locale. En dépit de toute considération, les forces de l'AFDL et de l'APR ouvrent le feu sur des centaines de réfugiés hutus sans défense.

### Violences contre les communautés tutsie et banyamulenge
Depuis les années 1980, la présence dans le Sud-Kivu des communautés tutsie et banyamulenge fait l'objet de polémiques et de discriminations. Leur faible nombre, toutefois, ne déclenche aucun conflit ethnique majeur avec les autres communautés zaïroises. La situation change après le génocide des Tutsis au Rwanda en 1994. Le nouveau gouvernement rwandais intègre ces deux communautés dans son administration et son armée, ce qui amplifie les sentiments négatifs à leur encontre de la part des autres ethnies du Sud-Kivu. Certains perdent leur emploi, d'autres sont expulsés de leur maison et le gouvernement de Kinshasa leur interdit la nationalité zaïroise.
Le rapport note que pendant la première guerre du Congo, l'infiltration croissante de groupes armés rwandais et burundais, dominés par les Tutsis, augmente la précarité sécuritaire des civils tutsis et banyamulenge qui subissent arrestations arbitraires, confiscations de biens, massacres de villageois et viols des femmes. Les violations sont principalement commises par les Forces armées zaïroises (FAZ) et les milices bembe, soit directement contre les populations civiles, soit dans le contexte de combats contre des milices banyamulenges soutenues par le Rwanda.
Le rapport recense de nombreuses violations : massacres de civils à Kabela (septembre 1996), Kamanyola (septembre 1996), Nyamugali (septembre 1996), Lubonja (septembre 1996), Baraka (septembre 1996), Lueba (septembre 1996), Mboko (septembre 1996), Sange (octobre 1996), Bukavu (octobre 1996), Kamituga (novembre 1996). À Kabindula (octobre 1996) la population locale tue et démembre un homme banyamulenge/tutsi. À Lemera (octobre 1996) les milices banyamulenges tuent des civils et des militaires dans l'hôpital local.
En octobre 1996, les FAZ commettent également des arrestations arbitraires et tortures de civils tutsis et banyamulenge à Kinshasa et dans la Province orientale.

### Crimes de génocide
Plusieurs violations recensées dans le rapport décrivent des faits et des circonstances pouvant être assimilés par la justice à la volonté de détruire au moins en partie le groupe ethnique hutu en RDC. Premièrement, l'ampleur des crimes et le grand nombre de victimes sont éloquents. Deuxièmement l'usage à grande échelle d'armes blanches et le massacre systématique des survivants, incluant femmes et enfants, démontrent que ces nombreux morts ne peuvent être dus aux combats ou à des dommages collatéraux. Troisièmement, le caractère systématique des attaques contre les Hutus est notamment démontré par le fait qu'elles ont lieu à chaque endroit, sur l'ensemble du pays, où les forces de l'AFDL et de l'APR avaient identifié la présence de réfugiés.
Les caractères systématiques et étendus des attaques décrites dans le rapport, qui ciblent un très grand nombre de réfugiés hutus rwandais et de civils hutus congolais, constituent des éléments accablants, s'ils venaient à être prouvés au sens juridique du terme, définissant des « crimes de génocide ». Ces actes pourraient ainsi constituer un élément permettant de définir l'existence d'un plan de génocide contre les Hutus, mais ne serait en aucun cas être suffisant en lui-même. D'autres éléments sont nécessaires afin de caractériser l'intention de génocide.
Le fait que dans certains cas les hommes uniquement sont ciblés ou que des groupes d'individus hutus sont autorisés à se déplacer et quitter le pays, ne saurait disculper l'ensemble des forces armées incriminées et leurs dirigeants de l'intention de détruire la communauté hutue. Les conduites, paroles et ordres de certains dirigeants des forces de l'AFDL et de l'APR dont les soldats ont commis des crimes sont autant d'éléments à charge pouvant permettre de prouver la volonté de génocide. C'est à un tribunal compétent de trancher sur ce point spécifique.

### Urgence des réformes
Le rapport se conclut sur l'urgence des réformes à mener en RDC dans le domaine de la justice et des services de sécurité, considérant l'impunité des personnes coupables de violations des droits de l'homme et du droit humanitaire international, ainsi que la répétition de ces violations. Les membres de l'équipe du projet Mapping ont constaté eux-mêmes la peur des victimes face à l'absence de justice et de possibles nouveaux crimes.

## Qualification de génocide
Certains acteurs et observateurs réclament la qualification de génocide pour les massacres commis contre la communauté hutue lors de la première guerre du Congo,. Le rapport Mapping conclut qu'« il est important qu’une enquête judiciaire complète soit ouverte, afin de faire la lumière sur les incidents rapportés qui se sont déroulés sur le territoire de la RDC en 1996 et 1997. Seul une pareille enquête suivie d’une décision judiciaire sera en mesure de déterminer si ces incidents constituent des crimes de génocide. ».
Le rapport précise par ailleurs que la question de la qualification des nombreux actes de violences commis contre les Hutus a amené de très nombreuses réactions et commentaires et reste à ce jour non résolue. Il ajoute que le caractère systématique et « de masse » des attaques recensées constitue une preuve évidente, si confirmée par un tribunal compétent, de « crime de génocide ». Cependant, d'autres éléments, comme le fait d'épargner dans certains cas les femmes et les enfants, ou l'autorisation pour les réfugiés hutus de retourner au Rwanda peu avant les massacres, plaident contre l'accusation de génocide.

## Fuites avant publication
Peu avant la publication officielle, le journal français Le Monde publie le 26 août 2010 des extraits du rapport Mapping, et porte de graves accusations contre les gouvernements et armées de plusieurs pays de la région, notamment ceux de la république démocratique du Congo, du Rwanda, du Burundi, et de l'Ouganda. Les accusations de « crimes contre l'humanité, crimes de guerre, voire de génocide », créent de vives réactions. La polémique la plus violente concerne le Rwanda, dont les forces armées et ses alliés burundais et congolais se voient accusées de violations des droits de l'homme et de crimes contre la population hutue, notamment de réfugiés rwandais se trouvant au Congo. Face à l'indignation du gouvernement rwandais, les instances de l'ONU craignent que celui-ci arrête sa participation aux opérations de maintien de la paix en Afrique, pour lesquelles il fournit des contingents. Les journalistes du Monde expliquent leur décision par la peur que la version finale du rapport soit édulcorée, notamment que le terme de « génocide », trop polémique, soit supprimé,,,.

## Accueil et réactions

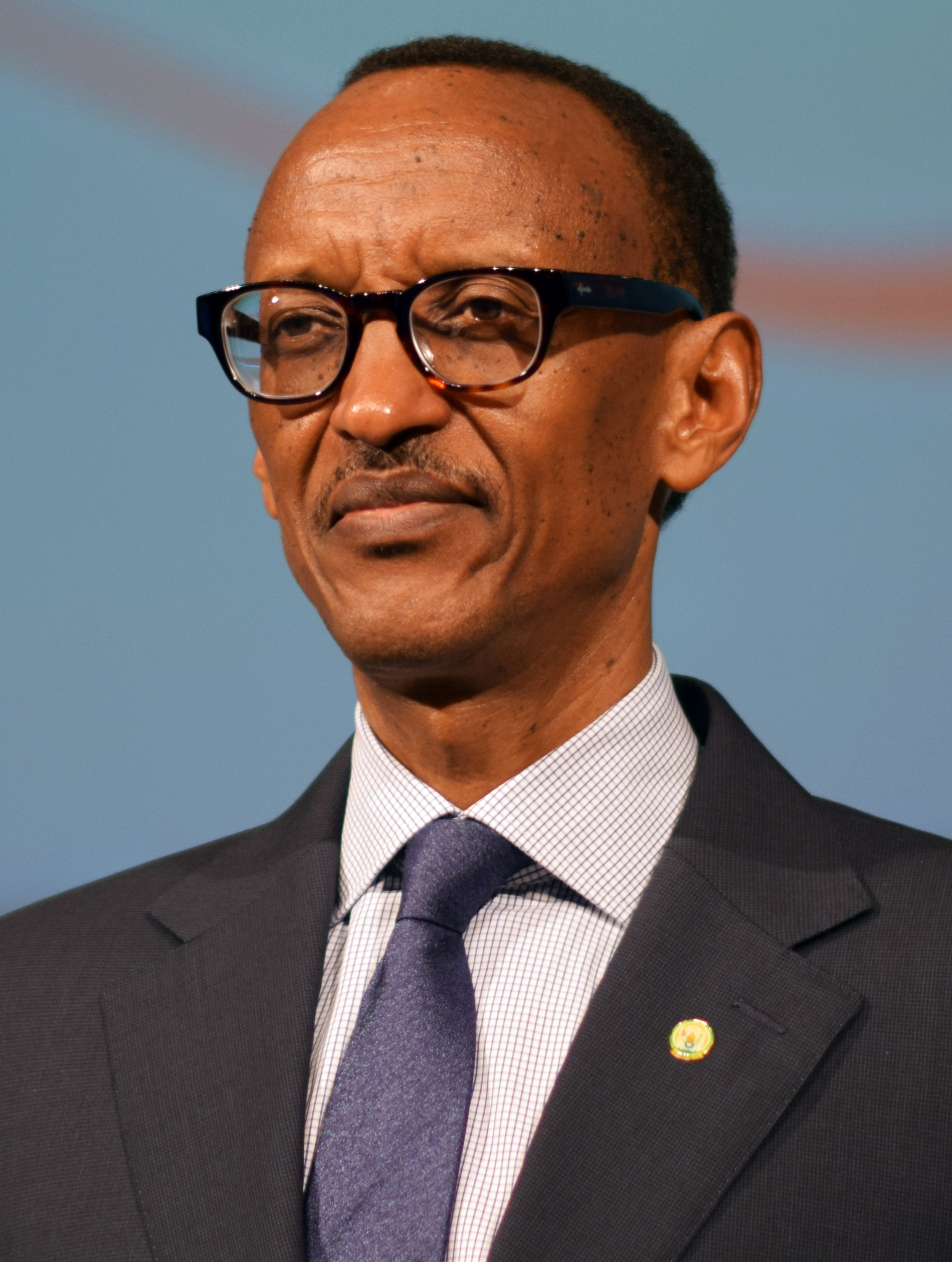
Paul Kagame, président du Rwanda depuis 2000.

Le gouvernement congolais de Joseph Kabila accueille favorablement le rapport Mapping. Dans un communiqué il se dit « consterné devant cette horreur indicible et étendue des crimes que le peuple congolais a endurés » et se dit prêt à mettre en œuvre les recommandations en matière de réforme de la justice et à juger tous les coupables. La société civile congolaise accueille très favorablement le rapport. Plus de 200 ONG congolaises publient ensemble un communiqué appelant à mettre en œuvre le plus rapidement possible les mécanismes de justice transitionnelle.
Le gouvernement du Burundi rejette les conclusions du rapport Mapping par un communiqué le 20 septembre 2010. Il dément toute implication de ses forces armées dans les crimes recensées par le rapport, et « demande avec insistance de retirer le Burundi de la liste des États tiers qui ont été impliqués dans ces violations ».
Le gouvernement ougandais rejette également le rapport par un communiqué le 24 septembre 2010, l'assimilant à une collection de rumeurs acquises par une méthodologie et des sources biaisées, et n'hésite pas à le qualifier comme étant « du plus mauvais goût ». Le communiqué se termine ainsi : « L'Ouganda rejette l'entièreté de cette version du rapport et demande à ce qu'elle ne soit pas diffusée ».
Le gouvernement du Rwanda réagit officiellement le 30 septembre 2010 par un communiqué de 30 pages. Il déclare notamment que « le rapport Mapping prépublié ne s'intéresse qu'à une fraction d'une histoire complexe, et ignore des informations accessibles publiquement qui contredisent ses conclusions. Le lecteur se voit proposer un récit partial, et ne se voit fournir aucun contexte permettant de comprendre qui sont chacun des protagonistes rwandais, et comment ils se sont trouvés dans les forêts congolaises de 1994 à 2003 ». Le communiqué déclare également : « Il est immoral et inacceptable que l'Organisation des Nations Unies, qui a échoué a empêcher le génocide au Rwanda ainsi que la crise des réfugiés qui s'ensuivit, causes directes de tant de souffrances au Congo et au Rwanda, accuse maintenant l'armée qui a stoppé le génocide d'avoir commis des atrocités en République Démocratique du Congo. » « Il est avéré que l'intervention du Rwanda en RDC était une question de survie et la conséquence directe de la gestion irresponsable et sans égard des camps de réfugiés par l'ONU et la communauté internationale après le génocide ». La conclusion est la suivante : « Le gouvernement du Rwanda rejette catégoriquement ce rapport »,.
Des ONG internationales de défense des droits de l'homme accueillent favorablement le rapport, comme Amnesty International qui appelle à la mise en application des mécanismes de justice transitionnelle, ou Human Rights Watch qui salue le travail effectué.

## Absence de mise en œuvre des recommandations

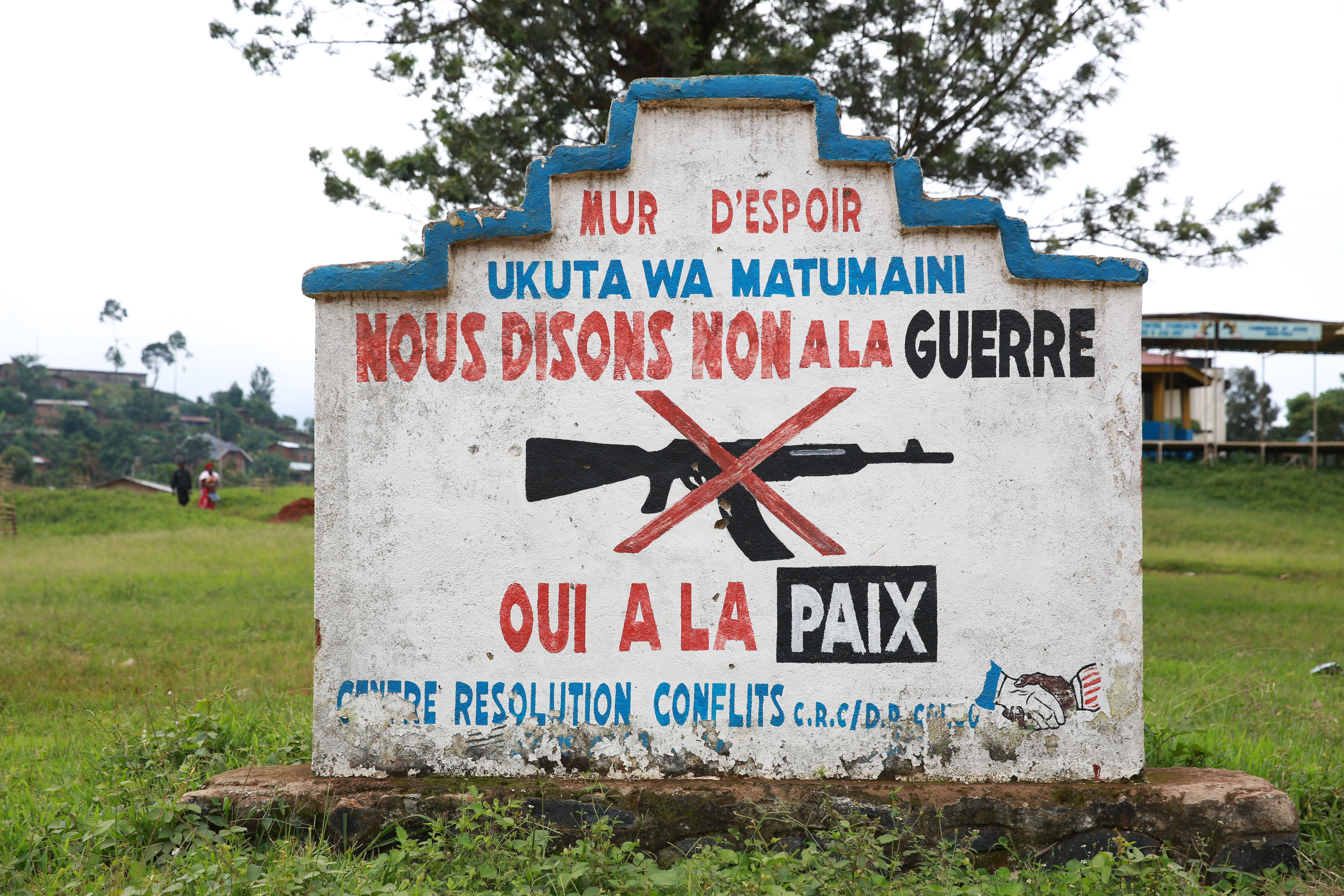
Fresque appelant à la paix, à Beni, dans le Nord-Kivu, en décembre 2014.

Dix ans après la publication du rapport Mapping en 2010, et malgré l'accueil initial favorable de celui-ci par le gouvernement congolais, ni les recommandations de réforme de la justice en RDC, ni les recommandations sur des mécanismes de justice transitionnelle n'ont été mises en œuvre,. Cependant, après les accords de Sun City en 2002, et conformément au texte signé, une Commission vérité et réconciliation est mise en place par le gouvernement congolais. Celle-ci se trouve être rapidement un échec. Les causes sont multiples : outre certains blocages politiques, les objectifs sont trop ambitieux et mal dimensionnés pour un budget restreint et, de plus, le manque de leadership et d’organisation sont rédhibitoires pour la réussite de la commission. De manière plus générale, la non mise en œuvre des recommandations par le gouvernement congolais s'explique d’une part par le manque de moyens financiers, matériels et humains (poursuites judiciaires, mise en place de tribunaux, réparation aux victimes, garantie de sécurité), d’autre part par le fait que les autorités qui sont au pouvoir n’y ont pas intérêt, étant donné que certains acteurs du régime qui ont participé aux violations sont toujours là, que ce soit au niveau national ou à celui des assemblées provinciales. Par ailleurs, les systèmes judiciaire et carcéral congolais ont également souffert des longues années de guerre et se retrouvent exsangues et incapables de fonctionner normalement.
En février 2013 est signé à Addis-Abeba l'accord-cadre pour la paix, la sécurité et la coopération pour la république démocratique du Congo, entre les représentants de la RDC, de plusieurs pays de la région et d'institutions internationales dont l'ONU et l'Union africaine. Celui-ci prévoit la pacification de l'Est du Congo et des réformes visant les secteurs de la police, de l'armée, et le renforcement des institutions de l'État congolais. L'accord ne détaille pas les moyens d'y parvenir et n'évoque pas les mesures de justice transitionnelle ou de droit à la vérité. Cet accord n'est suivi d'aucune mesure concrète ; moins d'un an après l'accord, certaines victoires militaires de l'armée congolaise au Kivu ainsi que certaines avancées politiques lors du dialogue intercongolais renforcent le pouvoir de Joseph Kabila dont la priorité semble être à ce moment-là de conserver le pouvoir lors des prochaines élections.
En 2019, l'élection d'un nouveau président n'ayant pas été partie prenante dans les guerres du Congo, Félix Tshisekedi, redonne espoir aux victimes. La congolaise Tatiana Mukanire Bandalire, à la tête du Mouvement national des survivantes de violences sexuelles en RDC, lance une pétition réclamant la mise en œuvre des recommandations du rapport Mapping,. Peu après, le gynécologue congolais et prix Nobel de la paix 2018, Denis Mukwege, plaide lui aussi pour une mise en œuvre rapide d'une justice transitionnelle, notamment lors d'un discours à l'Assemblée nationale française ainsi qu'en 2021 devant la commission des Affaires étrangères de l’Assemblée nationale française.
En 2022, alors que la guerre du Kivu ne semble pas devoir se terminer, une partie de la société civile congolaise continue de se mobiliser pour réclamer la fin de l'impunité et la mise en œuvre d'une justice transitionnelle, condition jugée essentielle pour briser le cycle des violences en RDC,. Un sentiment anti-rwandais se manifeste chez une partie de la société civile congolaise, des voix s'élèvent pour demander une rupture des relations diplomatiques entre la RDC et le Rwanda,.
De plus, une partie de ces mêmes acteurs de la société civile congolaise, actant l'incurie du système judiciaire de leur pays, réclame la création d'un tribunal pénal international pour la RDC, afin de juger les coupables de crimes de guerre identifiés par le projet Mapping,. Les tribunaux militaires congolais font des efforts pour traiter les cas les plus graves. Mais ceux-ci ne jugent que les violations commises après le 1er juillet 2002, date d’entrée en vigueur de la Cour pénale internationale. Cet état de fait renforce la nécessité de la création d'un tribunal pénal international dédié la RDC pour juger les crimes commis avant 2002, qui représentent la majeure partie des cas recensés dans le rapport Mapping.
Le 16 août 2022, le gouvernement congolais présente un avant-projet de loi « fixant les principes fondamentaux relatifs à la protection des victimes des violences sexuelles liées aux conflits et autres crimes commis en RDC » et entérine la création d'un « fonds de réparation des victimes des violences sexuelles et autres crimes en RDC (FONAREV) ». La réparation doit se faire dans un premier temps sur la base du rapport Mapping. La loi est promulguée le 26 décembre 2022. En novembre 2023 le FONAREV tient son premier Forum national d’identification des victimes et de l’écosystème (FIV) dont le but est de rédiger un document référence pour mettre en place une politique de réparation transparente et équitable pour les victimes.